# Salvatore Bocchetti
Salvatore Bocchetti (Nápoles, 30 de novembro de 1986) é um treinador e ex-futebolista italiano que atuava como zagueiro. Atualmente comanda o Monza.

## Carreira
Bocchetti representou a Seleção Italiana de Futebol, nas Olimpíadas de 2008 e na Copa do Mundo de 2010. 

## Títulos
Rubin Kazan
- Copa da Rússia: 2011–12
- Supercopa da Rússia: 2012

Spartak Moscou
- Campeonato Russo: 2016–17
- Supercopa da Rússia: 2017